# Зелёные лягушки
Зелёные лягу́шки (лат. Pelophylax) — род земноводных из семейства настоящих лягушек. В зависимости от понимания объёма рода насчитывает от 13 до 25 видов.
Общая длина представителей этого рода колеблется от 4,5 до 18 см. Наблюдается половой диморфизм: самки несколько крупнее самцов. Морда довольно длинная и заострённая. Глаза немного ближе друг к другу, чем у представителей рода настоящие лягушки. Задние конечности достаточно большие и мускулистые. Самцы имеют парные резонаторы. Окраска в основном зелёного цвета, однако встречаются серые и коричневые цвета. На спине часто имеются тёмные пятна. На голове у ряда видов — яркие пятна.
Любят открытые водоёмы; часто находятся вблизи воды, греясь на солнце, однако могут отходить от воды довольно далеко. Активны в сумерках, но встречаются и днём. Питаются преимущественно насекомыми, а также мелкими земноводными и их личинками.
Живут почти по всей Европе, а также в Северной Африке, Передней и Центральной Азии, встречаются даже в оазисах Аравийского полуострова.

## Классификация
По данным Amphibian Species of the World род включает 13 видов:
- Pelophylax cretensis (Beerli at al., 1994)
- Pelophylax demarchii (Scortecci, 1929)
- Pelophylax epeiroticus (Schneider et al., 1984) — элладская лягушка
- Pelophylax fukienensis (Pope, 1929)
- Pelophylax lessonae (Camerano, 1882) — прудовая лягушка
- Pelophylax mongolius (Schmidt, 1925)
- Pelophylax nigromaculatus (Hallowell, 1861) — чернопятнистая лягушка, или китайская водяная лягушка
- Pelophylax perezi (Lopez-Seoane, 1885) — пиренейская лягушка
- Pelophylax plancyi (Lataste, 1880) — восточнокитайская лягушка
- Pelophylax porosus (Cope, 1868)
- Pelophylax ridibundus (Pallas, 1771) — озёрная лягушка
- Pelophylax saharicus (Boulenger in Hartert, 1913) — сахарская лягушка
- Pelophylax shqipericus (Hotz et al., 1987)

База данных AmphibiaWeb признаёт ещё 12 видов:
- Pelophylax bedriagae (Camerano, 1882)
- Pelophylax bergeri (Günther, 1986)
- Pelophylax caralitanus (Arikan, 1988)
- Pelophylax cerigensis (Beerli et al., 1994)
- Pelophylax chosenicus (Okada, 1931)
- Pelophylax cypriensis (Plötner et al., 2012)
- Pelophylax esculentus — съедобная лягушка
- Pelophylax hispanicus
- Pelophylax hubeiensis (Fei & Ye, 1982)
- Pelophylax kurtmuelleri (Gayda, 1940)
- Pelophylax lateralis — темногорлая лягушка
- Pelophylax terentievi (Mezhzherin, 1992) — лягушка Терентьева